# Enoplognatha margarita
Enoplognatha margarita là một loài nhện trong họ Theridiidae.
Loài này thuộc chi Enoplognatha. Enoplognatha margarita được Takeo Yaginuma miêu tả năm 1964.